# Meganoton severina
Meganoton severina är en fjärilsart som beskrevs av William Henry Miskin 1891. Meganoton severina ingår i släktet Meganoton och familjen svärmare. Inga underarter finns listade i Catalogue of Life.